# Burg Akō
Die Burg Akō (japanisch 赤穂城, Akō-jō) befindet sich in der Stadt Akō, Präfektur Hyōgo. In der Edo-Zeit residierten dort zuletzt die Mori, die mit einem Einkommen von 20.000 Koku zu den kleinen Tozama-Daimyō gehörten.

## Burgherren in der Edo-Zeit
1. Ab 1615 die Ikeda mit einem Einkommen von 35.000 Koku.
2. Ab 1645 die Asano mit 53.000 Koku.[A 1]
3. Ab 1702 die Nagai mit 35.000 Koku.
4. Ab 1706 Mori bis zum Ende Edo-Zeit 1868 der mit 20.000 Koku.

## Die Anlage
In den Jahren 1573 bis 1592 errichtete Ukita Hideie in Akō eine Zweigburg zur Burg Okayama. Danach fiel die Burg an Ikeda Masatsuna (池田政綱, 1605–1631), der kinderlos starb. Ihm folgte sein jüngerer Bruder Teruoki (輝興; 1611–1647), der aber, geistig gestört, 1645 abgelöst wurde. Ihm folgte im gleichen Jahr Asano Naganao (浅野 長尚; † 1666). Er erhielt vom Shōgun ausnahmsweise die Erlaubnis, die Burg groß auszubauen und ihr bis 1661 die Form zu geben, in der sie heute vorgefunden wird. Als Bauleiter fungierten die erfahrenen Kondō Masazumi (近藤 正純) und Yamaga Sokō (1622–1685).

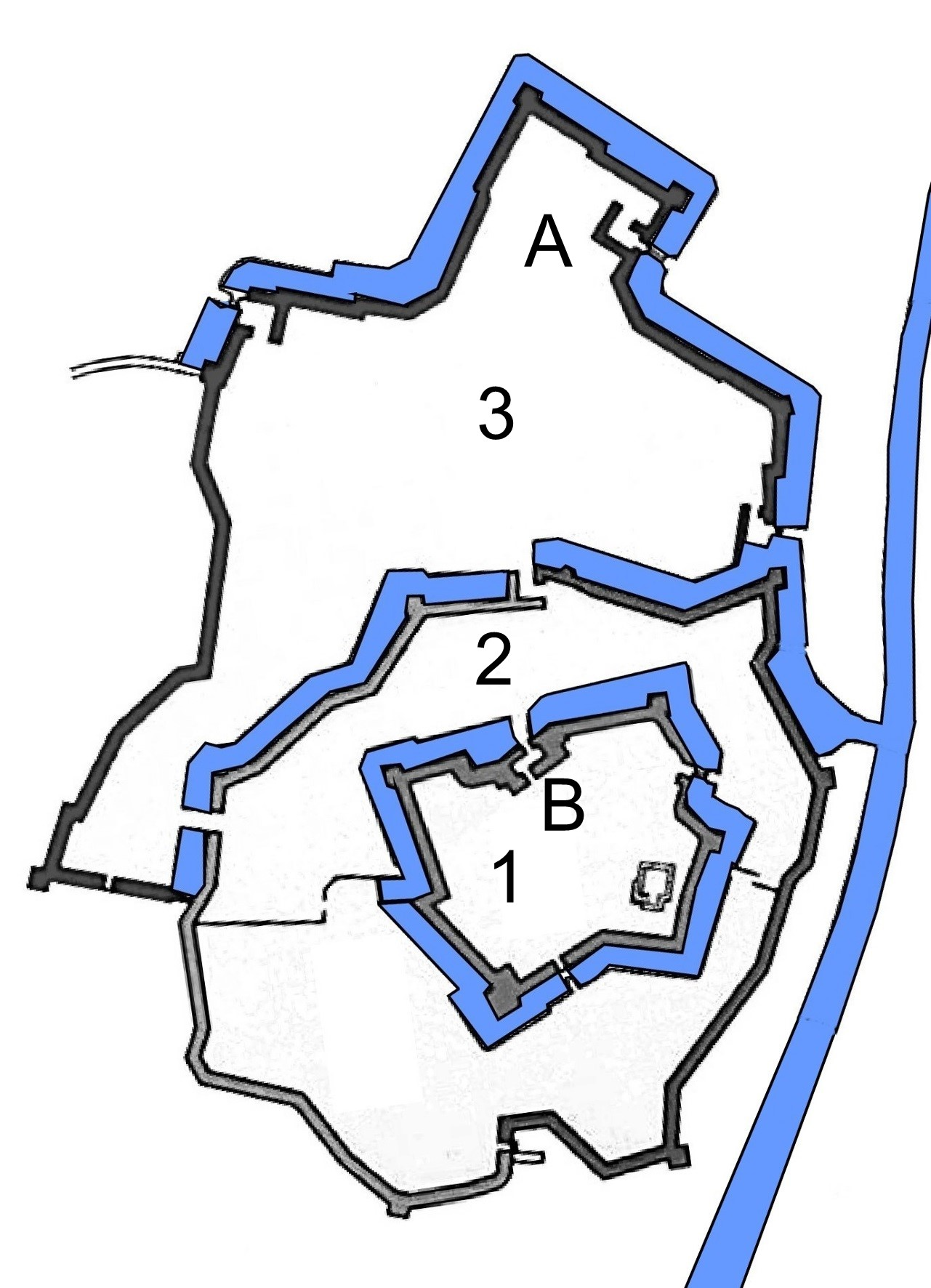
Die Burganlage
1 = Hommaru, 2 = Ni-no-maru
3 = San-no-maru A = Außentor, B = Tor zum Hommaru

Die fertiggestellte Burg nutzte die Inlandsee und einen Fluss, so dass sie fast vollständig von Wasser umgeben war. Der zentrale Bereich, das sog. Hommaru, enthielt die Residenz. Ein Burgturm, der Tenshukaku, war zwar vorgesehen, gebaut wurde jedoch nur seine mächtige Basis aus Steinblöcken. Dieser zentrale Bereich ist vollständig von dem davorliegenden Burggebiet, dem Ni-no-maru, umgeben. Im Norden schließt sich an das Ni-no-maru das San-no-maru an.
Nach dem Beginn der Meiji-Zeit wurden alle Gebäude abgerissen. 1935 restaurierte man Wassergraben und Brücke vor dem Otemon. 1953 wurde der Graben rings um die Hauptburg wiederhergestellt. 1955 baute man jedoch nach alten Fotos den Eckwachturm des San-no-maru wieder auf. 1971 wurde die ganze Anlage als national wichtige historische Stätte eingestuft. Außerdem wurden die verlandenden Wassergräben wieder freigelegt und die einfallenden Böschungsmauern instand gesetzt. Zu dieser Zeit befand sich noch auf dem Gelände des Honmaru eine 1928 eröffnete Oberschule, die dann 1981 nach Misaki verlegt wurde; das Gebäude wurde abgerissen. 1990 erfolgte die Wiederherstellung des Honmaru-Gartens. 1996 wurden das Ōte-mon und das Honmaru-mon mitsamt dem Yagura-mon wiederhergestellt. Das Umayaguchi-mon folgte im Jahre 2001. Schließlich rekonstruierte man unter Einbeziehungen von Untersuchungen die dortige Gartenanlage mit Teich. 2006 wurde Burg Ako von der Japan Castle Association als eine der 100 besten Burgen Japans ausgewählt. Im Jahre 2010 restaurierte man die Trennmauer im westlichen Bereich des Ninomaru mitsamt dem Tor.

Heute ist der größte Teil der Anlage ein öffentlicher Park, der Akō joseki kōen (赤穂城跡公園, „Burgruinenpark Akō“). Am Nordende befindet sich der Ōishi jinja  (大石神社), ein Shintō-Schrein, der Ōishi Yoshio (1659–1703), dem Anführer der 47 Rōnin von Akō, geweiht ist. Weiter steht dort das städtische Geschichtsmuseum (赤穂市立歴史博物館, Akō shiritsu rekishi hakubutsukan).

## Bilder

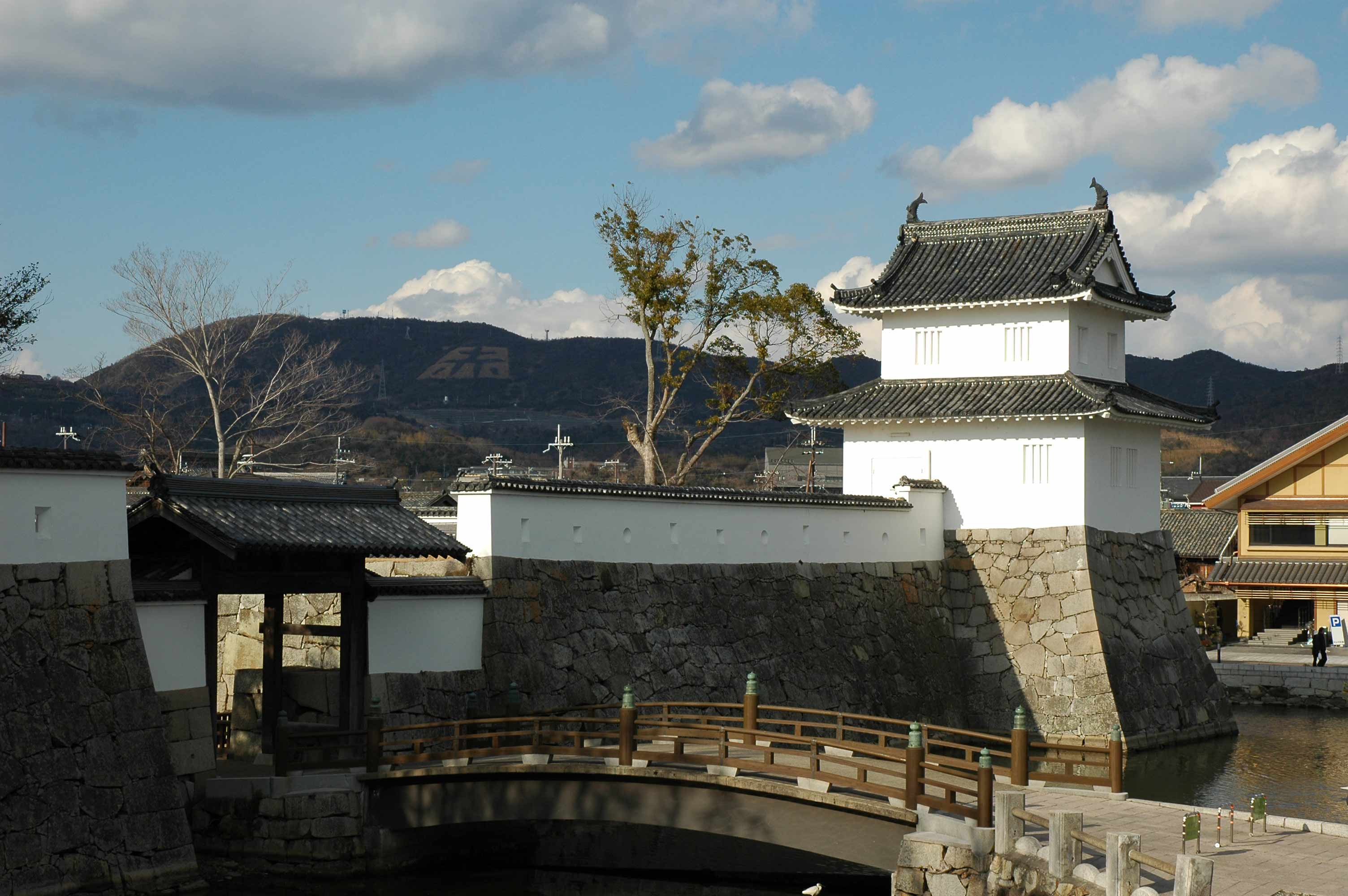
Außentor (Ōte-mon)
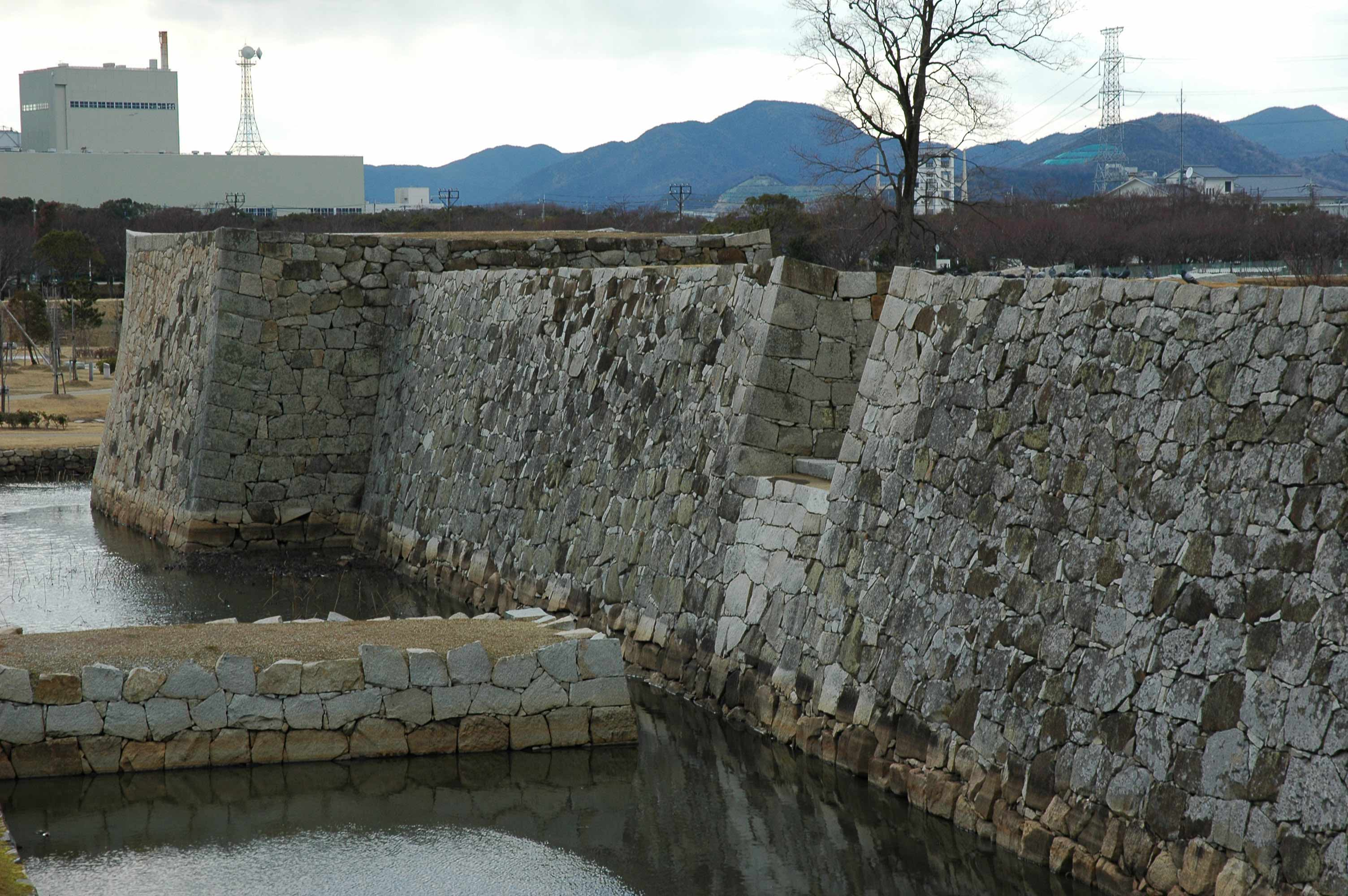
Hanebashi-Tor
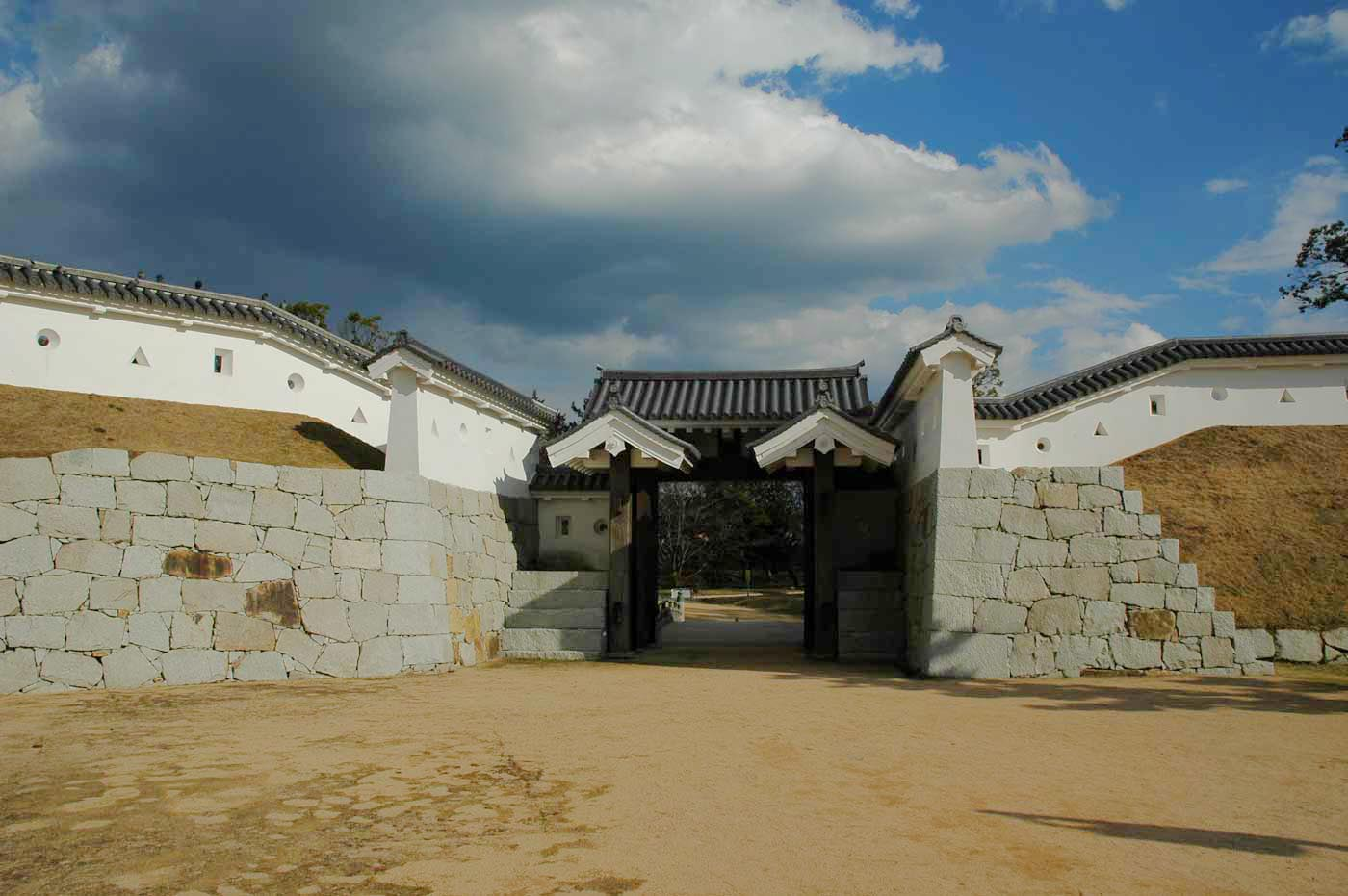
Umayaguchi-Tor
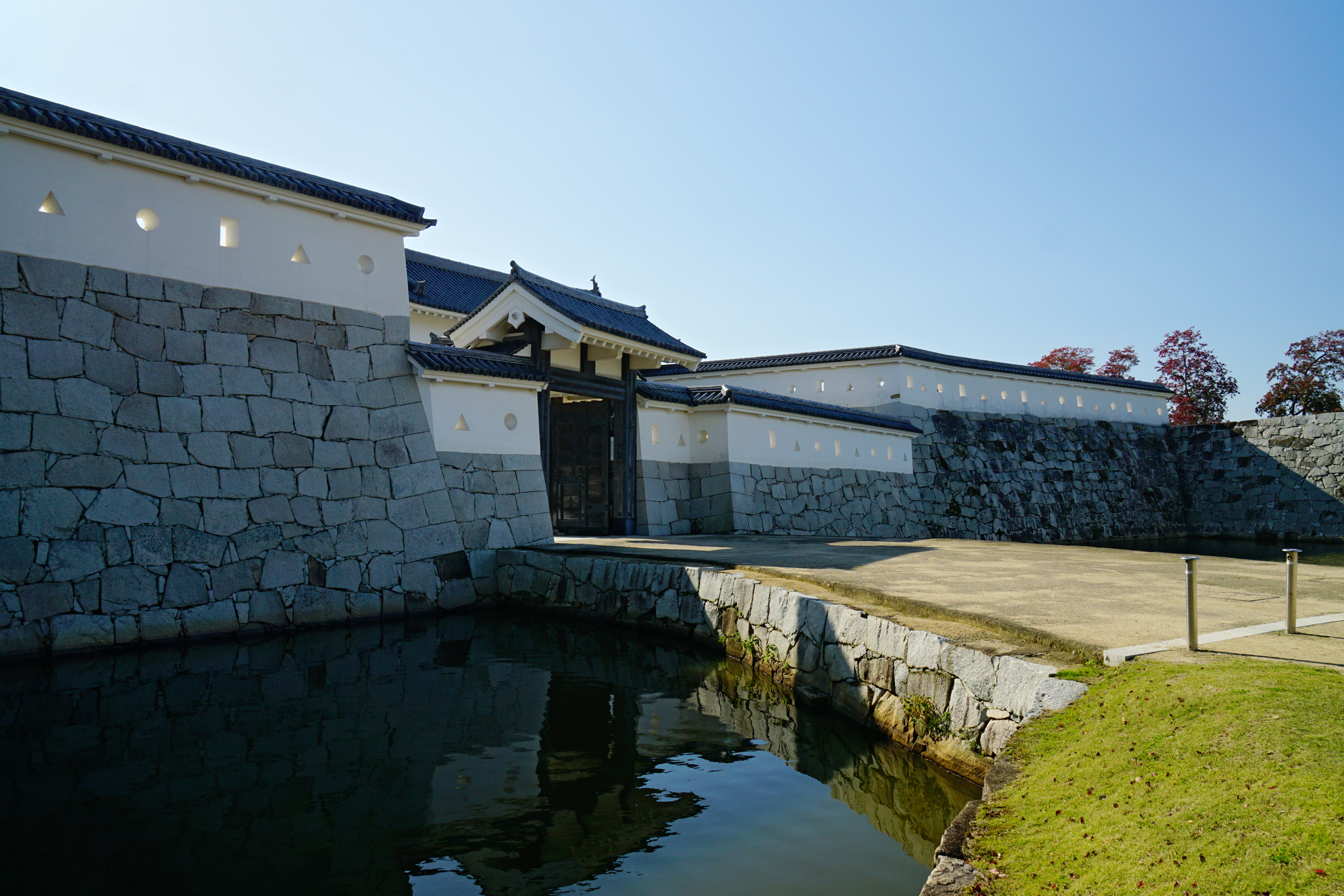
Tor zum Hommaru
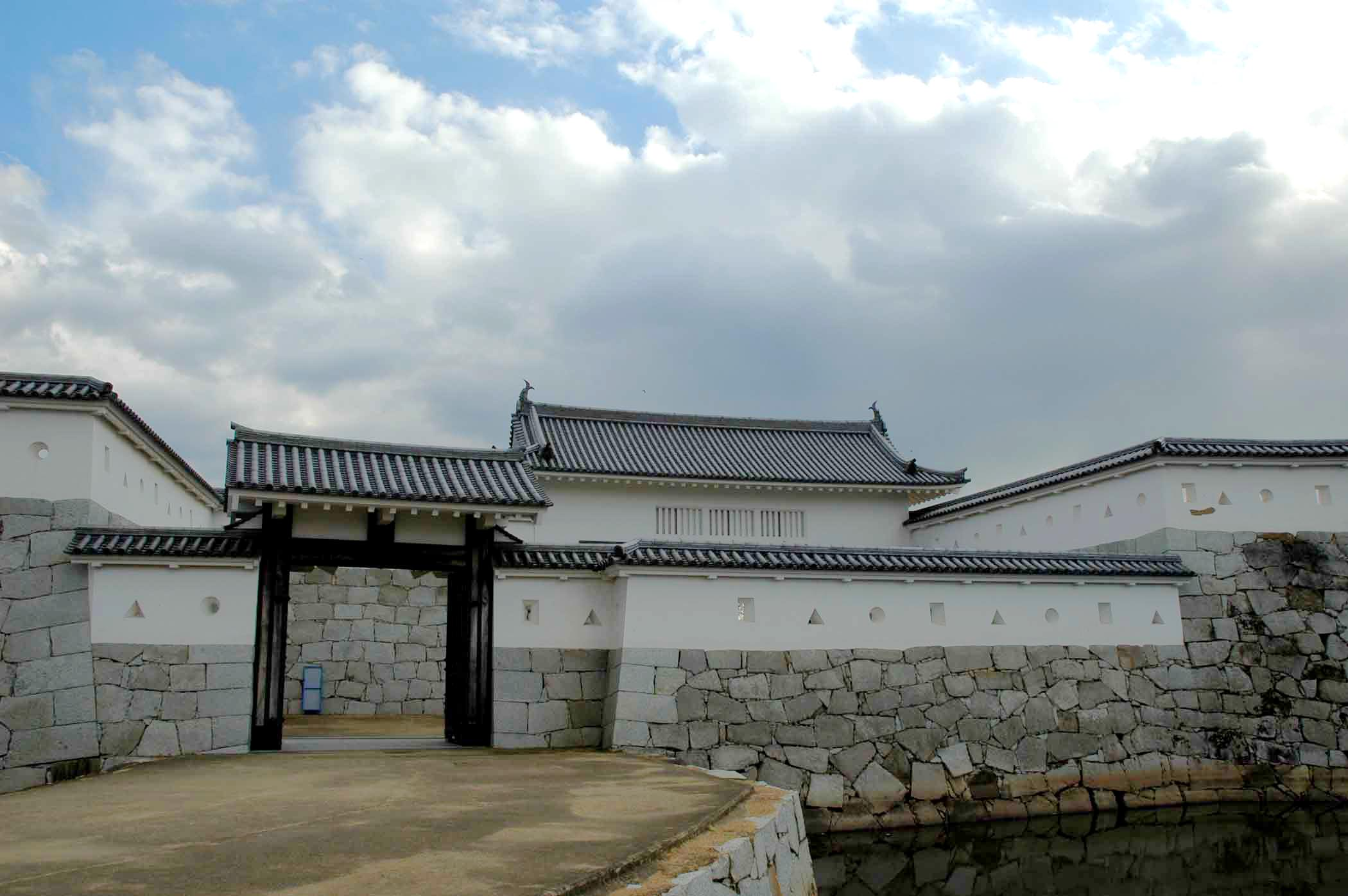
Tor zum Hommaru